# Пољопривредна школа Лесковац
Пољопривредна школа у Лесковцу (основана 1904 године) модерно је опремљена, афирмисана просветна установа.

## Историја
Након ослобођења од Турака, Краљевина Србија посветила је значајну пажњу пољопривредној делатности оснивањем пољопривредних станица и школовањем сеоске деце за стицање практичних знања, како би се променио застарели начин обраде земље и увео савремени развој сточарства. То је утицало на лагано мењање односа сељака према модернизацији пољопривредне производње, што је као резултат довело до прерастања Практичне у Нижу пољопривредну школу у Краљевини Срба, Хрвата и Словенаца. Школа је имала мисију да ствара кадрове са вишим нивоом знања, што је био један од услова привредног раста земље. Ратна дешавања прекидала су делатност школа, али су оне наставиле са успешним радом. После Другог светског рата школа је прешла на виши ниво и прерасла у Средњу пољопривредну школу у којој се радило са пуно амбиција, воље и ентузијазма.

## Модернизација
Проширена је материјална база школе, како у школском простору за обављање наставе, тако и са економијом од преко 100 хектара, снабдевена је потребном механизацијом, огледним парцелама, савременом ратарском и сточарском производњом. Школа је расла, мењала облик организовања, прераставши у пољопривредни центар, уводила нове профиле и занимања, са великим успехом пратила реформске токове. Добијала је бројне награде на великим манифестацијама, такмичењима, развијала успешну сарадњу са сродним организацијама, користила достигнућа позната у земљи и пољопривредних наука, проглашавана за једну од најбољих пољопривредних школа.